# 阿布都拉·托哈依

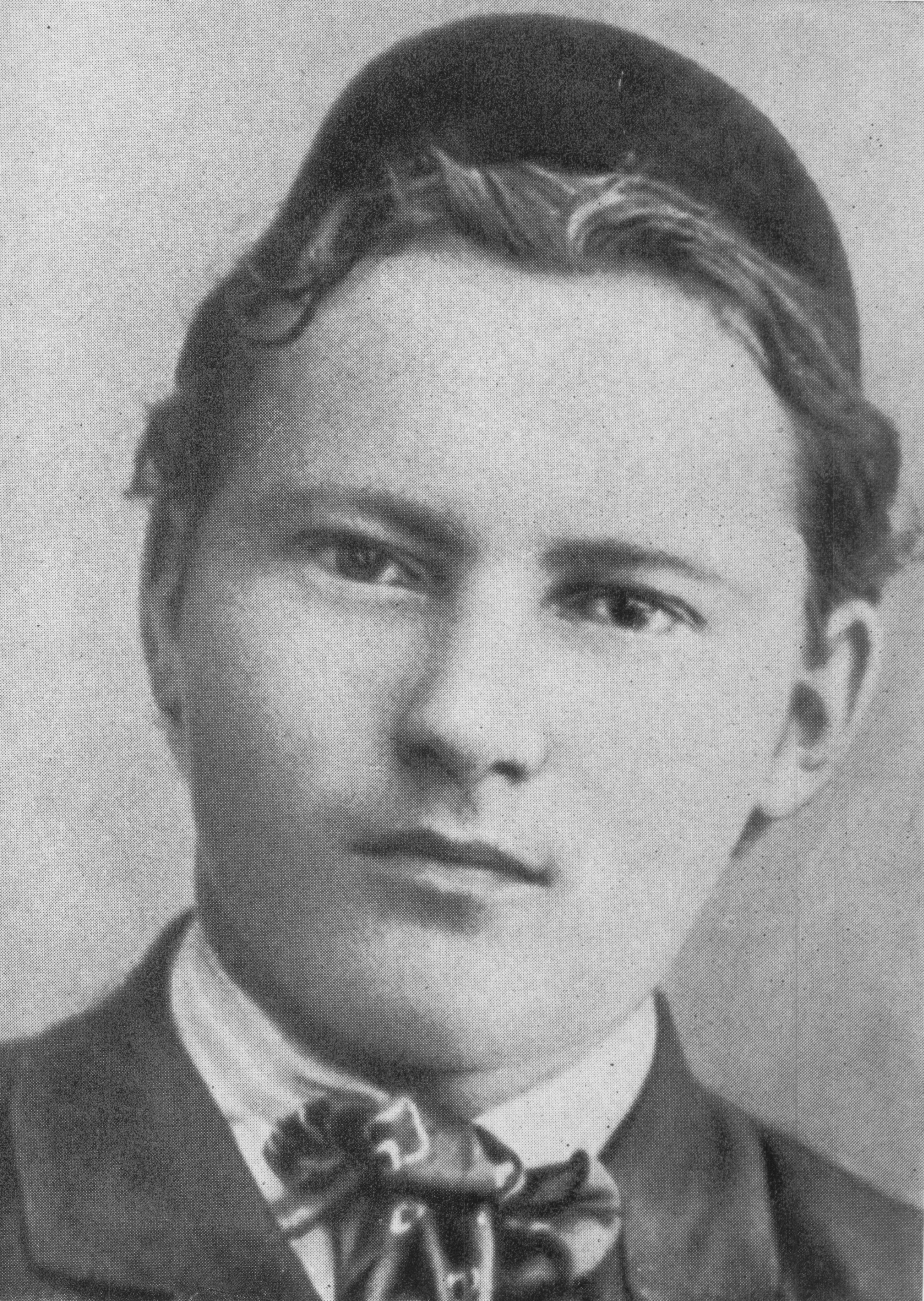
阿布都拉·托哈依

阿布都拉·托哈依 （1886年—1913年），塔塔尔族詩人，塔塔尔文学奠基人之一。作品主要有《山庄之歌》、《秋风》、《风暴》、《塔塔尔姑娘》、《如果是你的话》等多篇。他的诗翔实地表现了塔塔尔人民深受痛苦的情景，深刻地揭露和鞭挞了剥削阶级，热情歌颂了劳动人民，表达了诗人渴望国家解放、人民自由的强烈愿望。他的诗作对中亚各突厥民族的文学艺术都有重大影响。

## 早期生活
阿布都拉·托哈依出生於俄羅斯帝國喀山省(現在的韃靼斯坦共和國)的一個世襲的穆拉家庭。他的父親穆罕莫德·阿利夫自從1884年便擔任其村莊的毛拉。1885年，他的妻子去世了，於是他娶了第二任的妻子曼杜達。1886年8月29日，在阿布都拉·托哈依只有五個月大的時候，他的父親去世了，接著他的祖父也過世了。阿布都拉·托哈依的母親曼杜達不得已只好回到她父親身邊，並且再嫁給另一個村子的穆拉。在新的繼父願意接受他以前，幼年的阿布都拉·托哈依被自己原來的村子裡的一位老婦人照顧著。阿布都拉·托哈依相對較快樂的童年很短暫，1890年1月18日，他的母親馬杜達也去世了。於是他回到他外祖父辛納圖拉家中。但他的外祖父甚至連自己的孩子都養不起了，於是將阿布都拉·托哈依交給一個車夫送到喀山。車夫將阿布都拉·托哈依帶到市場上，希望能找到願意領養他的人。一個住在喀山的皮匠穆罕莫德瓦里與他的妻子決定收養他。